# بوني كورتيس
بوني كورتيس (بالإنجليزية: Bonnie Curtis)‏ هي منتجة أفلام أمريكية، ولدت في 26 مارس 1966 في دالاس في الولايات المتحدة.

## وصلات خارجية
- بوني كورتيس على موقع IMDb (الإنجليزية)
- بوني كورتيس على موقع ألو سيني (الفرنسية)
- بوني كورتيس على موقع أول موفي (الإنجليزية)
- بوني كورتيس على موقع قاعدة بيانات الأفلام السويدية (السويدية)
- بوني كورتيس على موقع قاعدة بيانات الفيلم (الإنجليزية)
- بوني كورتيس على موقع كينوبويسك (الروسية)